# Manfred Germar
Manfred „Manni“ Germar (ur. 10 marca 1935 w Kolonii) – niemiecki lekkoatleta sprinter, medalista olimpijski i trzykrotny mistrz Europy.
Startował w reprezentacji Republiki Federalnej Niemiec, choć medale na międzynarodowych imprezach zdobywał w barwach wspólnej reprezentacji Niemiec.
Rozpoczął międzynarodową karierę na mistrzostwach Europy w 1954 w Bernie, gdzie wystąpił tylko w sztafecie 4 × 100 metrów (w składzie Leonhard Pohl, Peter Kraus, Heinz Fütterer i Germar), która została zdyskwalifikowana w przedbiegach.
Na igrzyskach olimpijskich w 1956 w Melbourne, startując we wspólnej reprezentacji olimpijskiej Niemiec, zajął 5. miejsce w finale biegu na 100 metrów. W biegu na 200 metrów awansował do ćwierćfinału, ale w nim nie wystąpił. Największym sukcesem Germara na tych igrzyskach był bieg sztafetowy. Sztafeta 4 × 100 metrów w składzie: Lothar Knörzer, Pohl, Fütterer i Germar zdobyła brązowy medal.
W 1958 wyrównał rekord świata w sztafecie 4 × 100 m (w składzie: Manfred Steinbach, Martin Lauer, Fütterer i Germar) wynikiem 39,5 s. W tym samym roku wyrównał rekord świata w biegu na 200 metrów czasem 20,6 s (w obu przypadkach były to rekordy Europy). Na mistrzostwach Europy w 1958 w Sztokholmie Germar zwyciężył w biegu na 200 metrów i zajął 2. miejsce w biegu na 100 metrów (za swym rodakiem Arminem Harym). Został również mistrzem Europy w sztafecie 4 × 100 metrów (sztafeta biegła w składzie: Walter Mahlendorf, Hary, Fütterer i Germar).
Na igrzyskach olimpijskich w 1960 w Rzymie Germar odpadł w przedbiegach na 100 metrów i na 200 metrów. Wskutek słabszej formy (po usunięciu zęba mądrości) nie znalazł się w składzie niemieckiej sztafety 4 × 100 metrów, która zdobyła mistrzostwo olimpijskie.
Na mistrzostwach Europy w 1962 w Belgradzie startował tylko w sztafecie 4 × 100 metrów, która zdobyła złoty medal (w składzie: Klaus Ulonska, Peter Gamper, Jochen Bender i Germar).
Germar zdobył następujące medale w mistrzostwach RFN:
- bieg na 100 metrów – złote medale w latach 1956–1959 i 1961, srebrny w 1955[7]
- bieg na 200 metrów – złote medale w latach 1956–1959, 1961 i 1962, srebrny w 1960[8]
- sztafeta 4 × 100 metrów – złote medale w latach 1954, 1956–1961 i 1964[9]

Startował w klubie ASV Köln.
Został odznaczony m.in. Orderem Zasługi Republiki Federalnej Niemiec w 1998, srebrnym Orderem Olimpijskim w 2001 i Srebrnym Liściem Laurowym w 1957.